# Caza de montería

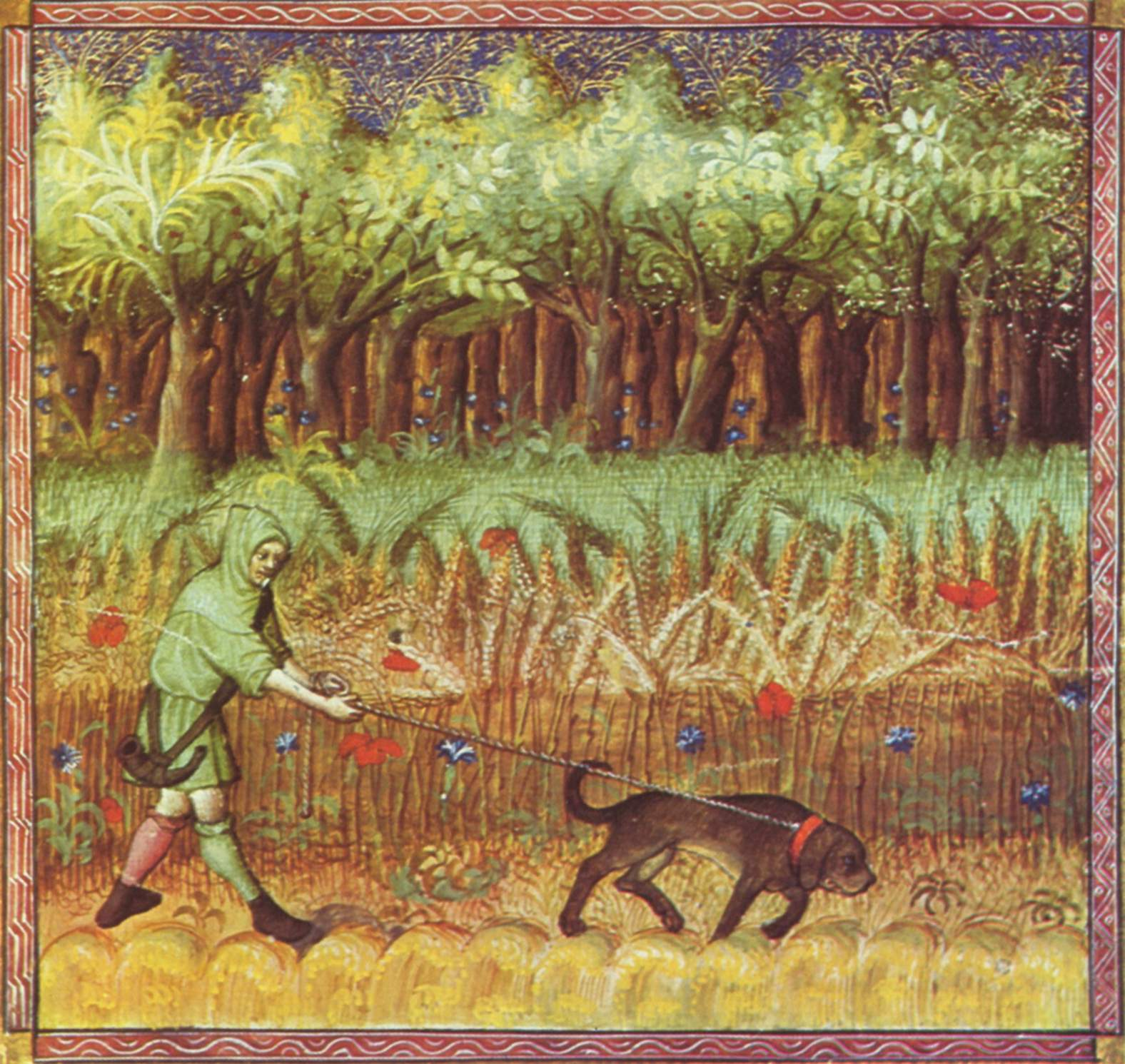
Ilustración de "Le livre de la Chasse" de Gaston Pheobus.

La caza de montería es una modalidad de caza mayor con especial protagonismo de perros de caza. Han existido y existen diferentes tipos de montería según el territorio donde se lleva a cabo, la manera de entender la caza y el uso de ciertas razas de perros.
Las primeras referencias bibliográficas son de la Baja Edad Media. La manera en que se practica actualmente tiene su origen en la segunda mitad del siglo XIX.

## Historia
Las primeras noticias exhaustivas sobre la montería datan de la Baja Edad Media, cuando distintas casas reales y nobles europeas de Portugal, Castilla, Francia, actual Alemania, etc. encargaron la elaboración de Tratados de Caza, actividad favorita de la clase dirigente en aquel tiempo, de los que hoy conocemos un buen número. Algunos de ellos son:
- “Libro de la montería” de Alfonso XI, rey de Castilla (siglo XIV).
- “Tratado de la montería” de un montero de la Sierra de Segura (siglo XV).
- “Le livre de chasse du roy Modus” (siglo XV).
- “Le livre de la chasse”, de Gastón III Phoebus (siglo XIV).
- “Livro da Montaría” del Rey Juan I de Portugal (siglo XIV).

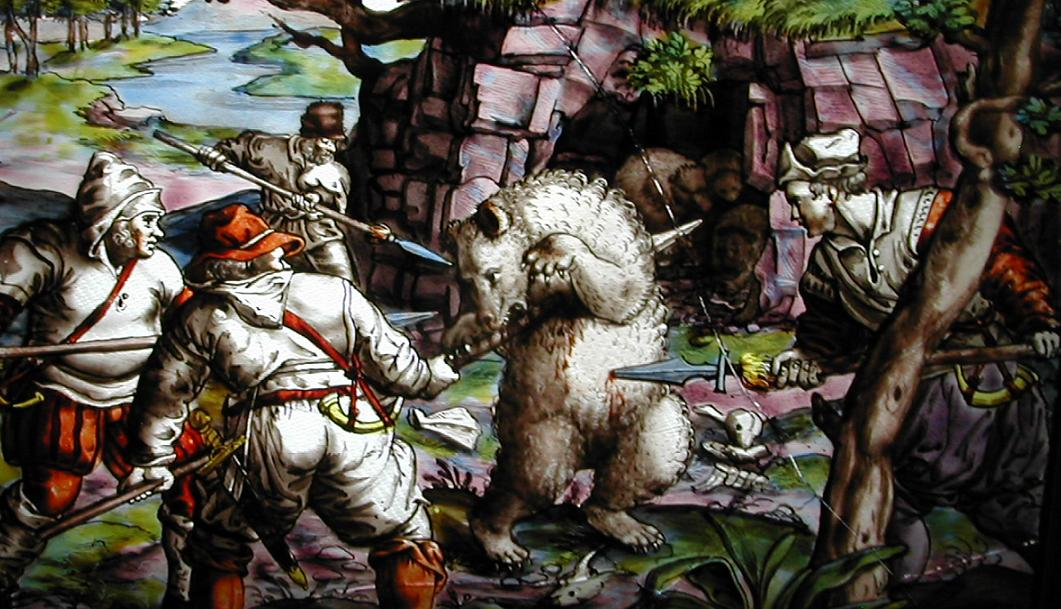
Cacería de osos, "Libro de la montería de Alfonso XI".

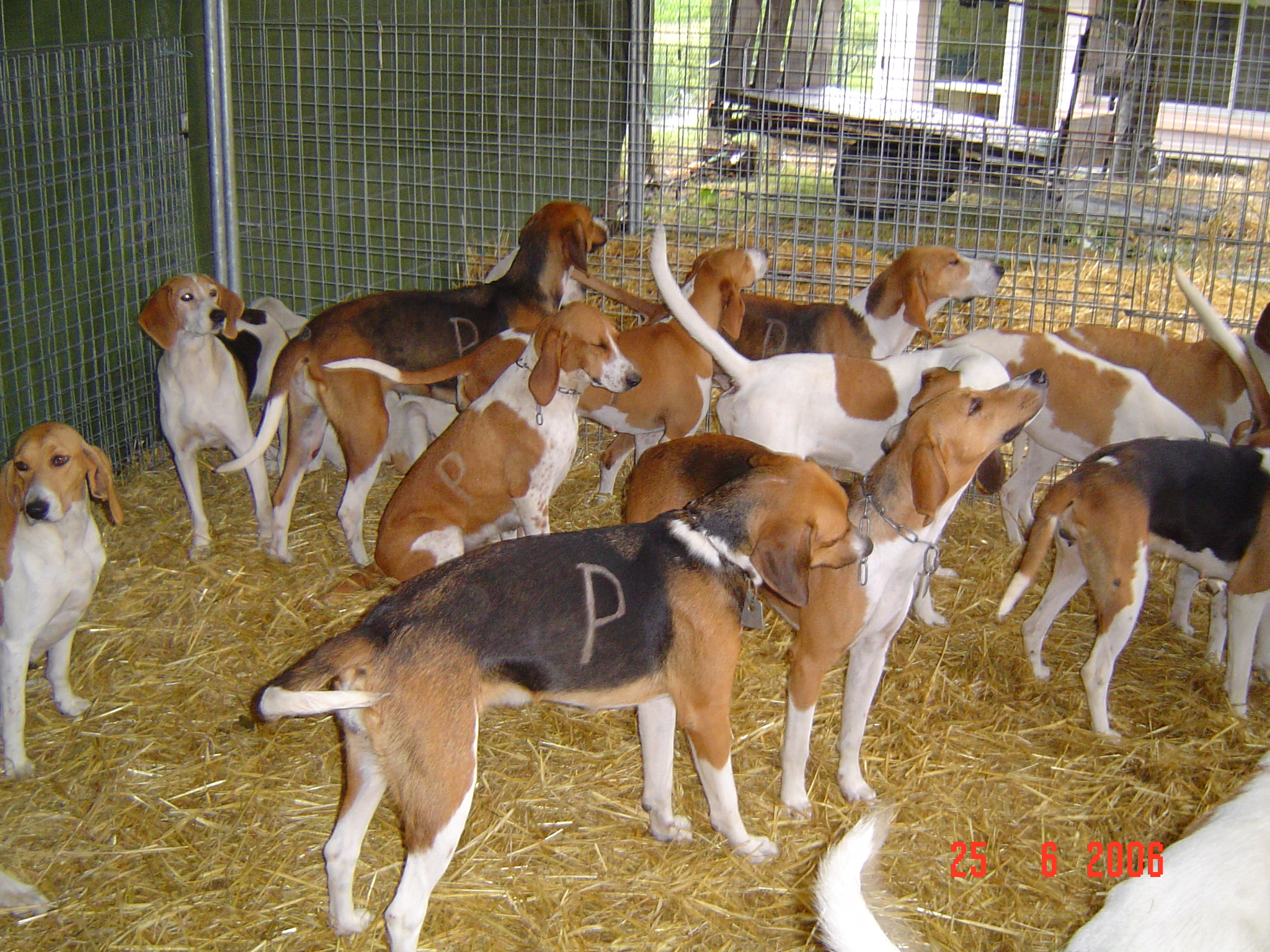
Jauría de Petit Venerie. Francia.

Durante la Edad Media, en la península ibérica se conocieron diferentes tipos de montería. Dos tipos muy peculiares eran la montería con redes y la montería a buitrón, llevadas a cabo sobre todo en el noroeste de la península ibérica para la caza del lobo (principalmente en Galicia). 
No obstante, la forma de montería más común a toda Europa era aquella en la que previamente a la caza propiamente dicha se buscaba el lugar de encame de la presa siguiendo el rastro del animal elegido con la ayuda de un sabueso atraillado, para, una vez conocida la ubicación del encame, situar en lugares estratégicos de paso de dicho animal colleras de alanos y lebreles con el objeto de atraparlo. Para lanzar el animal hacia los puestos se atacaba el encame con perros sabuesos y se seguía la persecución por parte de cazadores tanto a pie como a caballo para intentar, junto con sabuesos, alanos y lebreles, atrapar la pieza de caza.
Durante la Edad Media, en España este tipo de montería se realizaba sobre todo para la caza del oso y el jabalí, mientras que, por ejemplo, en Francia tenía una mayor importancia la caza del ciervo. Generalmente se escogía el animal a cazar durante la fase de búsqueda del encame con sabueso atraillado, eligiendo preferentemente como presa un macho adulto en plenitud de facultades.
A partir del Renacimiento y sobre todo de la generalización de las armas de fuego en los ss. XVII y XVIII la montería medieval fue derivando, según cada territorio y país, en modalidades que hoy en día difieren bastante entre sí, como puede ser la montería en el norte de España, la Vénerie francesa (tanto la referida a la caza mayor o Grande Vénerie, que se practica a caballo, como la referida a la caza menor o Petite Vénerie, que se practica a pie), el Fox-Hunting (caza del zorro a caballo) en el Reino Unido, o bien la montería denominada hoy día “a la española” practicada en el centro y sur de la península ibérica.
La tradición cinegética en España se extendió a lo largo de los siglo siendo una actividad muy frecuente entre la aristocracia española. Tanto es así que la afición de la montería costó la vida del rey Favila a manos de un oso.

## La caza de montería en la península ibérica
Hoy en día existen principalmente dos tipos de montería en la península ibérica, la que se lleva a cabo en el extremo norte (principalmente en la mitad norte de Galicia, Asturias y Cantabria), que como veremos responde genuinamente casi punto por punto a la montería peninsular más tradicional, y la montería “a la española”, que es la derivación de la montería peninsular en Portugal y centro y sur de España, guardando esta ya muy poco parecido con la original.

### La montería norteña
Tal y como se hacía durante la Baja Edad Media, en el norte-noroeste de España se caza el jabalí en la modalidad denominada “Caza del jabalí a traílla”. En esta modalidad de caza alcanzan un protagonismo total los perros sabuesos y sus conductores, los monteros. 

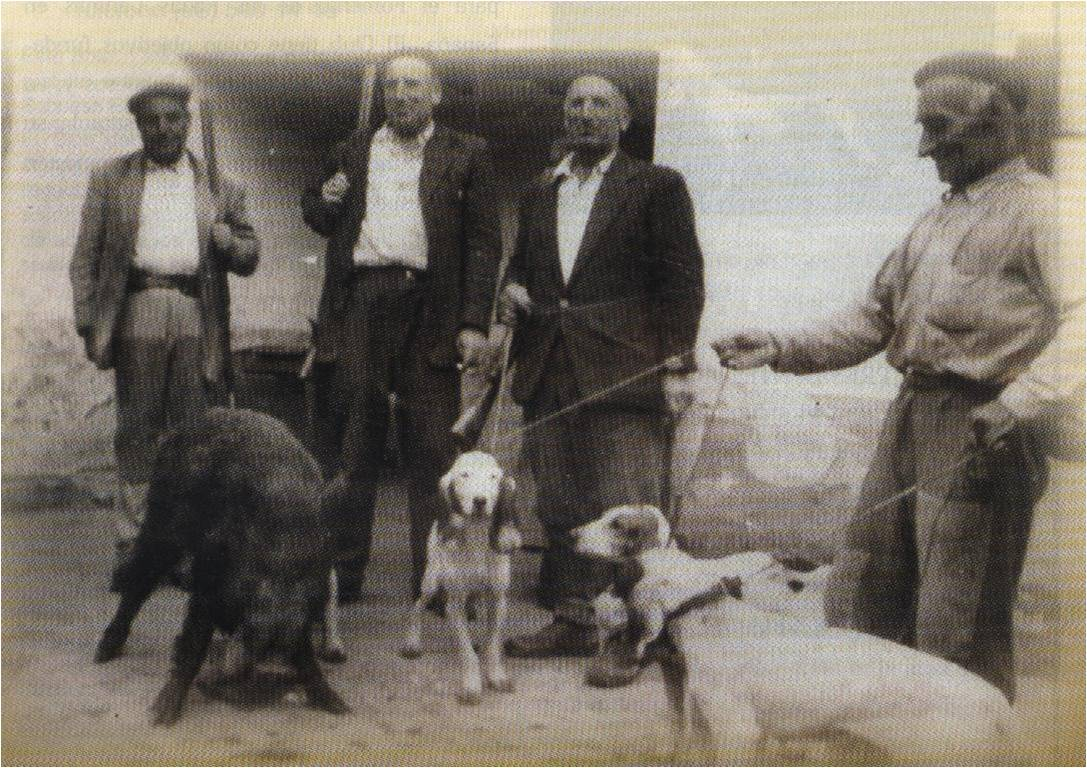
Cacería de jabalí en el norte de España. 1931.

A primeras horas de la mañana cada montero sale con su perro sabueso atado a una larga correa llamada traílla para buscar el rastro de los jabalíes. Una vez encontrado un rastro de la noche anterior, el montero, auxiliado por la nariz y la inteligencia de su sabueso, seguirá los pasos nocturnos del jabalí a menudo durante muchos kilómetros hasta dar con el lugar donde está encamado, descansando durante el día.
Para corroborar que el jabalí se encuentra en una determinada espesura, el montero y su sabueso, después de dar entrada al rastro del jabalí en la misma, procede a rodearla para ver si el jabalí salió de la misma continuando su camino o bien permanece en ella descansando. En el caso de que haya salido, proseguirá siguiendo el rastro con su sabueso hasta otra espesura donde repetirá la operación. Se trata de una caza que requiere de profundos conocimientos de las señales y costumbres de los distintos animales del bosque y de una buena forma física, además de muy buenos perros. 
Una vez que los distintos monteros con sus sabuesos van volviendo a un punto de encuentro previamente convenido, cada uno procede a dar cuenta de lo que ha encontrado a los demás compañeros. Preferentemente se eligen como objetivo de la caza los encames de jabalíes machos adultos. Cuando haya consenso sobre cuál encame atacar, los cazadores se apostan con armas de fuego rodeando la espesura, cuya extensión puede variar de unas cuantas hectáreas hasta varios cientos. Es en ese momento cuando se sueltan unos cuantos sabuesos (normalmente entre dos y diez) sobre el rastro de entrada del jabalí en la espesura. Los sabuesos van marcando el camino realizado por el jabalí durante la noche con su voz, denominada “latido”, hasta que llegan al lugar donde el jabalí está descansando, donde los perros le ladran de manera continua con valentía pero sin atacarlo frontalmente. Lo que se consigue mediante esta estrategia es que el jabalí rompa a correr mientras los sabuesos lo persiguen ladrando (“latiendo”) hasta que lo obligan a pasar por el lugar donde hay un cazador con su arma, que procura abatirlo. En numerosas ocasiones los sabuesos han de perseguir durante mucho tiempo al jabalí hasta que éste rompa en algún punto donde está situado un cazador.
Generalmente los equipos dedicados a este tipo de caza, denominados “cuadrillas”, están compuestos por entre 10 y 20 cazadores, entre los que hay un número variable de monteros con sus sabuesos, oscilando el número de perros utilizados en total entre 5 y 15.
Esta modalidad de caza es muy selectiva, ya que se elige el animal a cazar evitando molestar hembras con cría; además prácticamente no se molesta a ningún otro animal que aquel que se va a cazar, ya que es un defecto imperdonable en los perros que persigan cualquier otro animal que no sea jabalí.

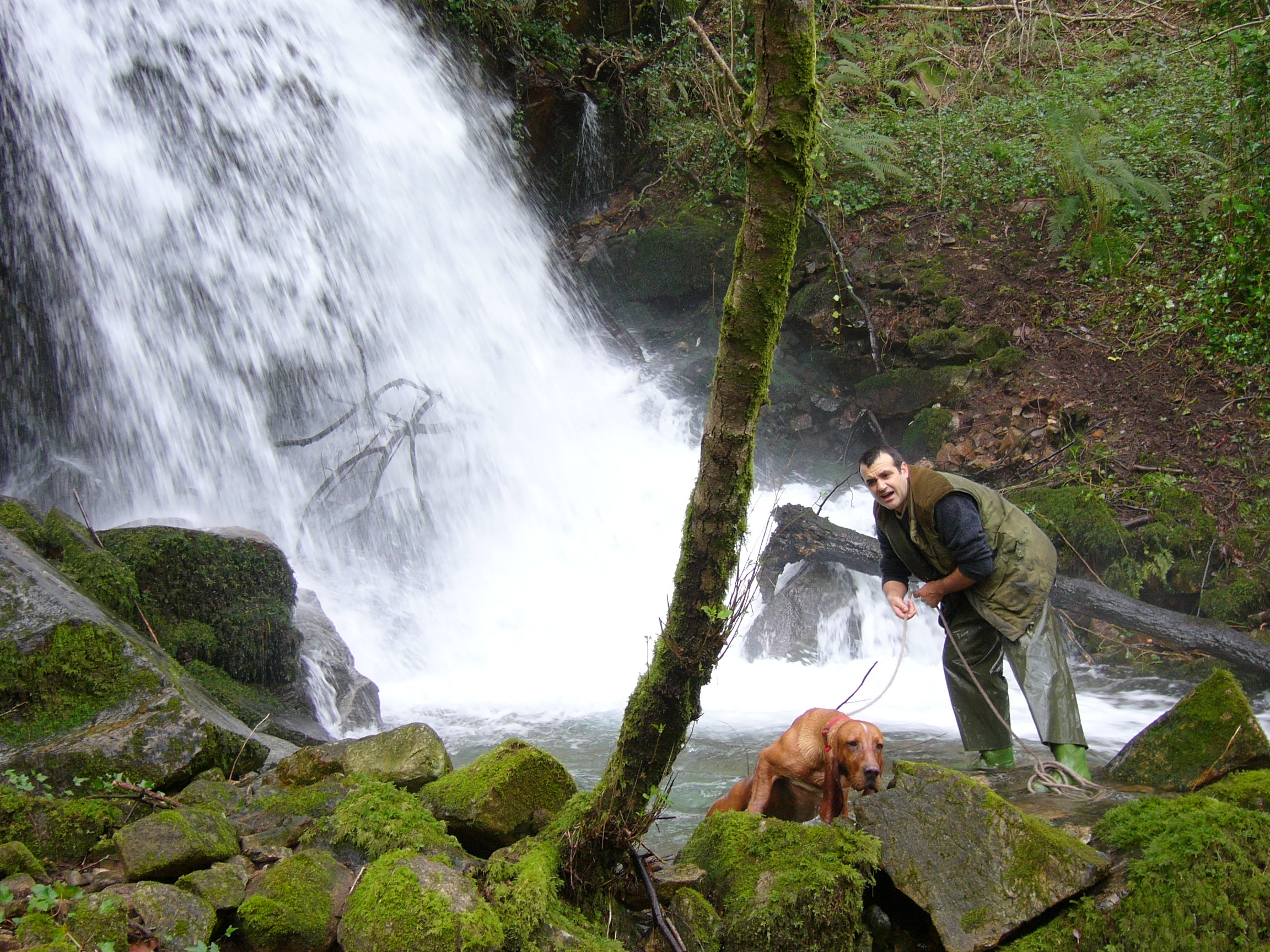
Montero y su sabueso de traílla.

Como se puede observar, prácticamente la única gran diferencia que existe entre esta forma de montería y la montería medieval es que se han sustituido los perros de presa y lebreles por armas de fuego, haciéndola menos cruenta.

#### El montero
El montero es el cazador que, siempre contando con la inestimable ayuda de su buen sabueso, conoce las querencias de la caza mayor y es capaz de encontrar el lugar de encame de la presa siguiendo su rastro nocturno, lo que en lenguaje montero se conoce como “concertar” o “emplazar”.
Hoy en día en algunas regiones (sobre todo en el centro y sur de España) se ha depauperado el término montero para hacer referencia con él a los cazadores que se sitúan con su arma en la línea de tiro, pero como podremos comprobar en la siguiente cita de la obra “Origen y Dignidad de la Caça”, escrita por Juan Mateos, Ballestero Mayor de S.M. Felipe IV (año 1634), el auténtico significado de la palabra montero es el que se ha conservado en el extremo norte de España:
“…saben concertar un jabalí; y después de concertado saben según su instinto natural por donde ha de salir para matarlo a la noche, y saben que hace el jabalí ballesteado, para poderlo así matar en las aguas, como en los panes, y en las demás partes que hallare de comer: saben también matar los venados, gamos y corzos desde las atalayas, hacer batidas para lobos y conocer los pasos de los jabalíes, en dando vuelta a la tierra por las causas que hay para ello. Asimismo es oficio suyo ballestear con el caballo a lazo, y estribo, y saber como se mata cualquier género de caza y el instinto natural de ella".

#### El sabueso
Sin perros de esta casta sería imposible conocer con exactitud la localización del encame de los jabalíes y por tanto sería muy difícil llevar a cabo la montería. Estos perros poseen el mejor olfato del mundo canino y por ello son los más adecuados para seguir el olor que deja a su paso un animal.
Al contrario de lo que pasa con otras clases de perros, tales como los de presa o agarre, estos canes no suelen atacar al jabalí, sino que simplemente lo presionan para que corra, ladrándole a corta distancia, para que así los monteros sepan en cada momento el camino que va recorriendo el jabalí en su huida por la espesura. Mediante diversas modulaciones de su potente voz, los sabuesos transmiten a los monteros la fase en la que se encuentra la caza: rastro de la noche (denominado “demanda” en el norte de España), rastro de huida, latido a parado (cuando los sabuesos ladran desde corta distancia a un jabalí que no quiere huir) y latido a muerto (algunos sabuesos marcan el lugar de abatimiento de un jabalí emitiendo un latido particular).

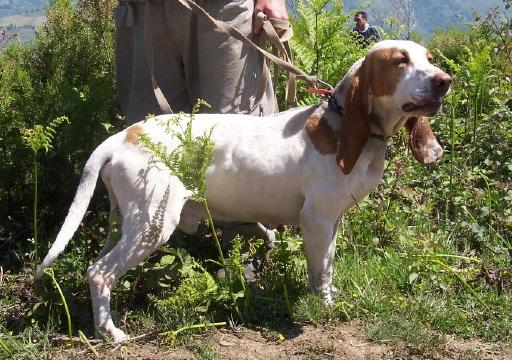
Sabueso español.

Estos perros requieren un preciso y prolongado entrenamiento individual para conseguir que cacen únicamente jabalíes, ya que no deben hacer caso de ningún otro animal que no sea jabalí. El profundo aprecio que siente cada montero por sus sabuesos ha supuesto que secularmente se hayan seleccionado sabuesos que no atacan directamente al jabalí, sino que solamente le ladran a corta distancia para evitar heridas, ya que la muerte de un buen sabueso supone para un montero varios años de selección y entrenamiento para encontrar otro del mismo nivel.
Tradicionalmente, en el norte de España no se han utilizado jaurías de sabuesos en la caza como sucede en Francia o Gran Bretaña. En España se emplean pocos perros y además cada montero normalmente lleva los suyos, que han de cazar independientemente de los demás y no formando estrictamente una jauría.
Las razas puras más usadas en el norte de España para la montería del jabalí son el Sabueso español y el Griffon azul de Gascuña, aunque es mayoritaria la utilización de perros mestizos de varias razas de perros de rastro, ya sean sabuesos o griffones (sabuesos con el pelo largo). Es muy habitual el empleo de perros mestizos de Sabueso español y Griffones franceses tales como el Vendeano o el Nivernés. Todos estos perros cazan de manera muy similar.
Esta clase de perros es la más completa y adecuada para la caza en montería, además de ser la de mayor tradición y uso más generalizado en Europa.

### La montería “a la española”

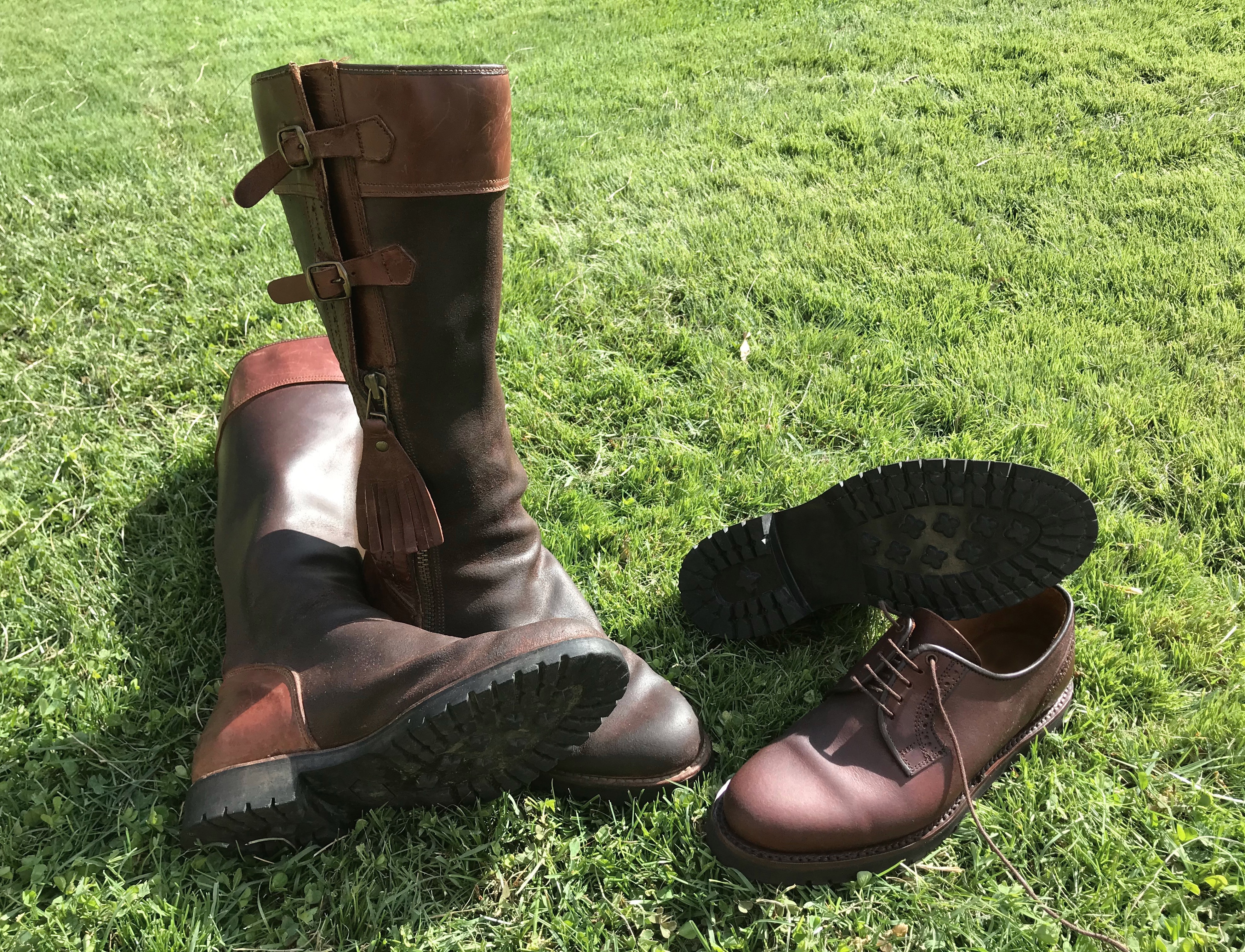
Calzado de cuero engrasado típico de las monterías "a la española": unas botas monteras con flecos y unos zapatos con suela de campo. Estos conforman, junto con los zahones, el morral y la corneta o caracola, el equipo tradicional de un montero o rehalero.

Este tipo de montería o más bien gran batida se realiza principalmente en el centro y sur de la península ibérica, y su existencia es fruto de una evolución que data de unos 300 años, ya que anteriormente la montería en el centro y sur de España era muy similar a la que todavía se lleva a cabo en el norte, tal y como nos transmitió un montero de la andaluza sierra de Segura en su obra “Tratado de la montería”.
En ella se abaten generalmente jabalíes y ciervos, aunque también otras especies como el gamo y el muflón. En un monte o mancha de varios cientos de hectáreas se dispone una serie de armadas, o líneas de puestos con cazadores, que rodean y cubren el terreno. Según su particular ubicación en la mancha, las armadas reciben diversos nombres (cuerda es la más alta; sopié la más baja; traviesa la que atraviesa o se encuentra generalmente en medio de la mancha). Desde un extremo determinado, o desde más de uno, se procede a la suelta de las rehalas que, conducidas por sus respectivos perreros, batirán la mancha en diversas direcciones con el objeto último de que las piezas de caza en su huida traten de atravesar las líneas de cazadores (llamados en el sur monteros) o sean avistadas por estos. A pesar de la apariencia de acción muy planificada, lo cierto es que la montería es una modalidad de caza que requiere de la máxima observación, atención, silencio y puntería (en blanco móvil) por parte del cazador y que ofrece posibilidades reales de escapatoria a jabalíes y venados. 
Cada rehala posee entre 10 y 12 colleras (parejas) de perros y es conducida por un perrero o podenquero. La base de la mayoría de rehalas dedicadas a la montería “a la española” consta de perros de tipo podenco andaluz de talla grande y pelo duro y una o dos colleras de perros de agarre como el dogo argentino.
Una rehala clásica, dedicada a la caza del ciervo y del jabalí, normalmente está compuesta por una mayoría de colleras de podencos puros, una minoría de colleras de mestizos de podenco y mastín y una collera de mastines puros o perros de agarre (con frecuencia dogo argentino).
Esta modalidad de caza, que guarda ya poca relación con la montería clásica, consiste en la utilización de un elevadísimo número de perros que, dirigidos por sus conductores, baten el terreno a cazar con objeto de dirigir hacia los cazadores toda clase de animales (generalmente ciervos, jabalíes, gamos y muflones) para darles caza. 

"La vuelta de la montería" de Sierra Morena, por Manuel Benedito, 1913.

Los perros usados en este tipo de montería generalmente no sirven para cazar al estilo de la montería tradicional.
No se trata de una modalidad selectiva, salvo las instrucciones que se puedan dar al inicio de la cacería sobre el tipo de piezas sobre las que se puede disparar o no, y la propia selección que haga el cazador a la hora de realizar el disparo sabiendo que al hacerlo delata su posición. Por ello los monteros más experimentados evitan disparar sobre piezas de escaso valor cinegético a la espera de la que consideren que merezca la pena.